# Placosoma cordylinum
Placosoma cordylinum là một loài thằn lằn trong họ Gymnophthalmidae. Loài này được Fitzinger mô tả khoa học đầu tiên năm 1847.